# Stachybotrys kampalensis
Stachybotrys kampalensis är en svampart som beskrevs av Hansf. 1943. Stachybotrys kampalensis ingår i släktet Stachybotrys, ordningen köttkärnsvampar, klassen Sordariomycetes, divisionen sporsäcksvampar och riket svampar.   Inga underarter finns listade i Catalogue of Life.